# Korkoro
Korkoro (ve francouzském originále Liberté) je francouzský hraný film z roku 2009, který režíroval Tony Gatlif podle vlastního scénáře. Snímek měl světovou premiéru na filmovém festivalu v Montréalu v srpnu 2009.

## Děj
V roce 1943 přijíždí cikánská rodina, tak jako každý rok, do vesnice ve střední Francii na vinobraní. Nové zákony vichistického režimu však nyní zakazují veškeré tuláctví. Antropometrické zápisníky již nestačí k prokázání jejich totožnosti a zajištění jejich bezpečnosti. Starosta obce Théodore se po úvodním zadržení rodiny a jejím umístění v dočasném táboře rozhodne dát jim za symbolických 10 franků starý dům a pozemek, které patřily jeho dědečkovi, aby je dostal z tábora a předložil jim list vlastnictví prokazující, že se usadili. Cikáni se zde usadí navzdory svým tradicím. Nenávist ve vesnici se zvyšuje, ale Théodore se brání a s pomocí slečny Lundi, vesnické učitelky a zaměstnankyně radnice, se mu podaří vzdělávat některé děti. Francouzská milice pokračuje v raziích s pomocí německých vojsk. Cikánská rodina se rozhodne uprchnout z vesnice a najít útočiště v lese, kde jsou nakonec vypátráni, zatčeni a deportováni.

## Obsazení
| Marc Lavoine      | Théodore Rosier                |
| Marie-Josée Croze | slečna Lundi                   |
| James Thierrée    | Félix Lavil přezdívaný Taloche |
| George Babluani   | Kako                           |
| Iljir Selimoski   | Chavo                          |
| Rufus             | Fernand                        |
| Carlo Brandt      | Pierre Pentecôte               |
| Mathias Laliberté | malý Claude                    |
| Bojana Panić      | Tina                           |
| Arben Bajraktaraj | Darko                          |

## Ocenění
- Mezinárodní festival historických filmů Pessac: Cena diváků
- Světový filmový festival v Montrealu: Grand Prix des Amériques, Zvláštní uznání ekumenické poroty, Cena diváků
- César: nominace na nejlepší hudbu (Delphine Montoulet a Tony Gatlif)